# High Speed
High Speed er en amerikansk stumfilm fra 1917 af George L. Sargent og Elmer Clifton.

## Medvirkende
- Jack Mulhall som Cannon
- Fritzi Ridgeway som Susan
- Harry L. Rattenberry
- Lydia Yeamans Titus
- Albert MacQuarrie